# East Carleton
East Carleton is een civil parish in het bestuurlijke gebied South Norfolk, in het Engelse graafschap Norfolk met 343 inwoners.